# 詩威林美術館
詩威林美術館（德語：Staatliches Museum Schwerin）是位於德國城市詩威林的一座美術館，成立於1882年。詩威林美術館鄰近詩威林城堡。

## 外部連結

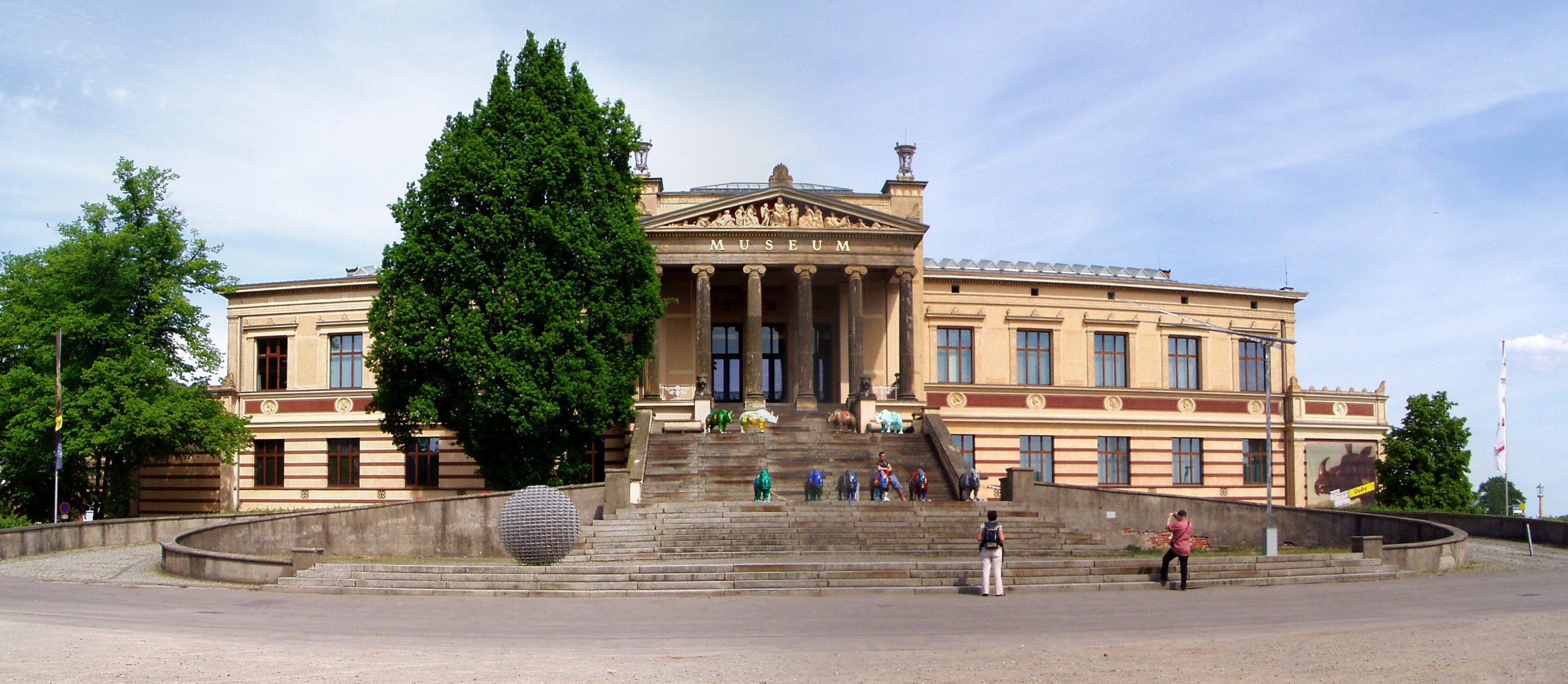

- Staatliches Museum Schwerin （页面存档备份，存于）
- The Duchamp Collection （页面存档备份，存于） of the Staatliches Museum Schwerin
- The Duchamp-Research Centre is part of the Staatliches Museum Schwerin.